# Atrilinea macrolepis
Atrilinea macrolepis är en fiskart som beskrevs av Song och Fang, 1987. Atrilinea macrolepis ingår i släktet Atrilinea och familjen karpfiskar. Inga underarter finns listade.